# Bogaras szülők
A Bogaras szülők 2018-as magyar vígjáték sorozat, amelyet Csortos Szabó Sándor alkotott. A holland De Luizenmoeder (Tetűmami)  című sorozat magyar adaptációja. A főbb szerepekben Téby Zita, Ónodi Eszter, Mészáros Máté, Csákányi Eszter, Danis Lídia, Takács Nóra Diána és Réti Adrienn látható. Egy iskolai közösség hétköznapjaiba enged bepillantást. A sorozat a kitalált Borostyán-telepi Kísérleti Általános iskola tanárainak és diákok szüleinek életéről szól.
Az első epizódját 2018. október 9-én mutatta be a TV2.
Egy évad után befejezték a sorozatot.

## Szereplők

### Főszereplők
- Téby Zita – Anna, anyuka
- Ónodi Eszter – Enikő, tanárnő
- Mészáros Máté – Tóni, igazgató
- Csákányi Eszter – Helga, tanárnő
- Takács Nóra Diána – Mari, anyuka
- Danis Lídia – Zsuzsi, anyuka
- Réti Adrienn – Kriszta, anyuka
- Murányi Tünde – Zsóka, iskolatitkár
- Horváth Sebestyén Sándor – Laci, apuka
- Ónodi Gábor – Balázs, apuka
- Kocsis Gergely – Tibor, apuka
- Ódor Kristóf – Sebestyén, karbantartó

### Mellékszereplők
- Ágoston Péter –
- Bíró Panna Dominika – Jessica
- Danyi Judit – Paula
- Dénes Viktor – apuka
- Fekete Réka – Barbara
- Gombos Judit – Vilma
- Jónás Judit – Zsuzsi anyja
- Keszég László – Zoli
- Kovács Krisztián – Peti
- Köleséri Sándor - Ervin
- Kulka János – Helga férje
- Mészáros Piroska – anyuka
- Stoics Alexandra – Csenge
- Vicei Zsolt – Koppány

### Gyerekszereplők
- Czuczor-Gidai Zsófia – Fatma
- El Elsavi Nor –
- Kaszás Márk – Fülöp
- Kerényi Gréta – Flóra
- Móricz Kitti – Iza
- Román Júlia – Margit
- Qian Zita – Lia
- Zsákai Viktória – Ramóna

## Epizódok
| #   | Cím                      | Rendező       | Író           | Premier            | Nézettség |
| --- | ------------------------ | ------------- | ------------- | ------------------ | --------- |
| 1.  | A Hali-tali              | Fazekas Csaba | Szirmay Ági   | 2018. október 9.   | 322 000   |
| 2.  | Az integetőlámpa         | Fazekas Csaba | Bérczes Gergő | 2018. október 16.  | 230 000   |
| 3.  | Az összetta-pizza        | Fazekas Csaba | Kántás Gábor  | 2018. október 23.  | 229 000   |
| 4.  | A ragyogtatási szisztéma | Spáh Dávid    | Szirmay Ágnes | 2018. október 30.  | 225 000   |
| 5.  | Jégapó                   | Fazekas Csaba | Kántás Gábor  | 2018. november 7.  | 132 000   |
| 6.  | Másnap                   | Fazekas Csaba | Csordás Irén  | 2018. november 13. | 135 000   |
| 7.  | A tavaszi zsongás        | Spáh Dávid    | Máthé Mónika  | 2018. november 20. | 135 000   |
| 8.  | Április bolondja         | Spáh Dávid    | Bérczes Gergő | 2018. november 27. | 187 000   |
| 9.  | Nagymenő-képzés          | Spáh Dávid    | Barna László  | 2018. december 4.  | 127 000   |
| 10. | Kezdődjön a cirkusz      | Spáh Dávid    | Csordás Irén  | 2018. december 11. | 160 000   |